# Иапет
Иапе́т, Япе́т (др.-греч. Ἰαπετός «пронзающий») — в древнегреческой мифологии один из титанов, сын Урана и Геи, супруг океаниды Климены (либо, по Аполлодору, океаниды Асии), которая родила ему Атланта, Менетия, Прометея и Эпиметея. Является прародителем человеческого рода в древнегреческой мифологической традиции.
Иапет — участник Титаномахии; воевал на стороне Кроноса; был сброшен Зевсом в Тартар, разделив судьбу братьев.